# Lájmidas
Los lájmidas o lajmíes (en árabe: اللخميون‎ al-Laḫmiyyūn), menos comúnmente llamados también munadhíridas (المناذرة‎ al-Munādhira, «los Munadhir»), fue una dinastía de árabes cristianos que vivió en la Mesopotamia meridional (actual Irak meridional) desde el 266 y que tuvo por capital a la ciudad de al-Ḥīra, celebérrima en su tiempo por los palacios (como el de Jawarnaq), termas, jardines y sus palmeras. Los poetas describieron a al-Hīra como un Paraíso terrenal y un poeta árabe comentó su agradable clima y su belleza diciendo: «un día en al-Hīra es mejor que un año de curaciones». Las ruinas de al-Hīra se encuentran a 3,5 km a sur de Kufa, sobre la orilla derecha del río Éufrates.

## Historia

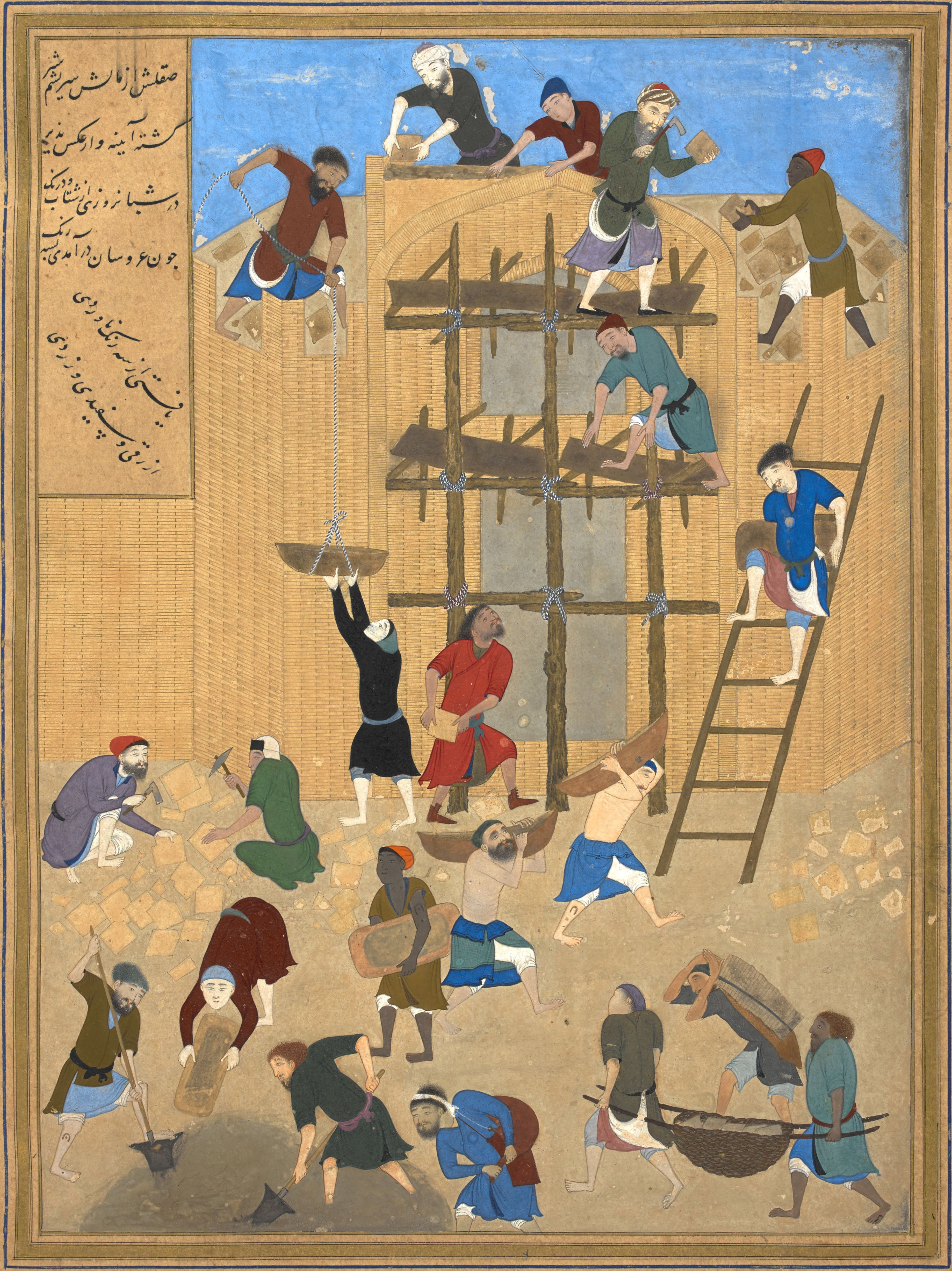
Manuscrito e ilustración del describiendo la construcción de Al-Hornaq castillo en Al-Hira, ciudad capital de los lájmidas.

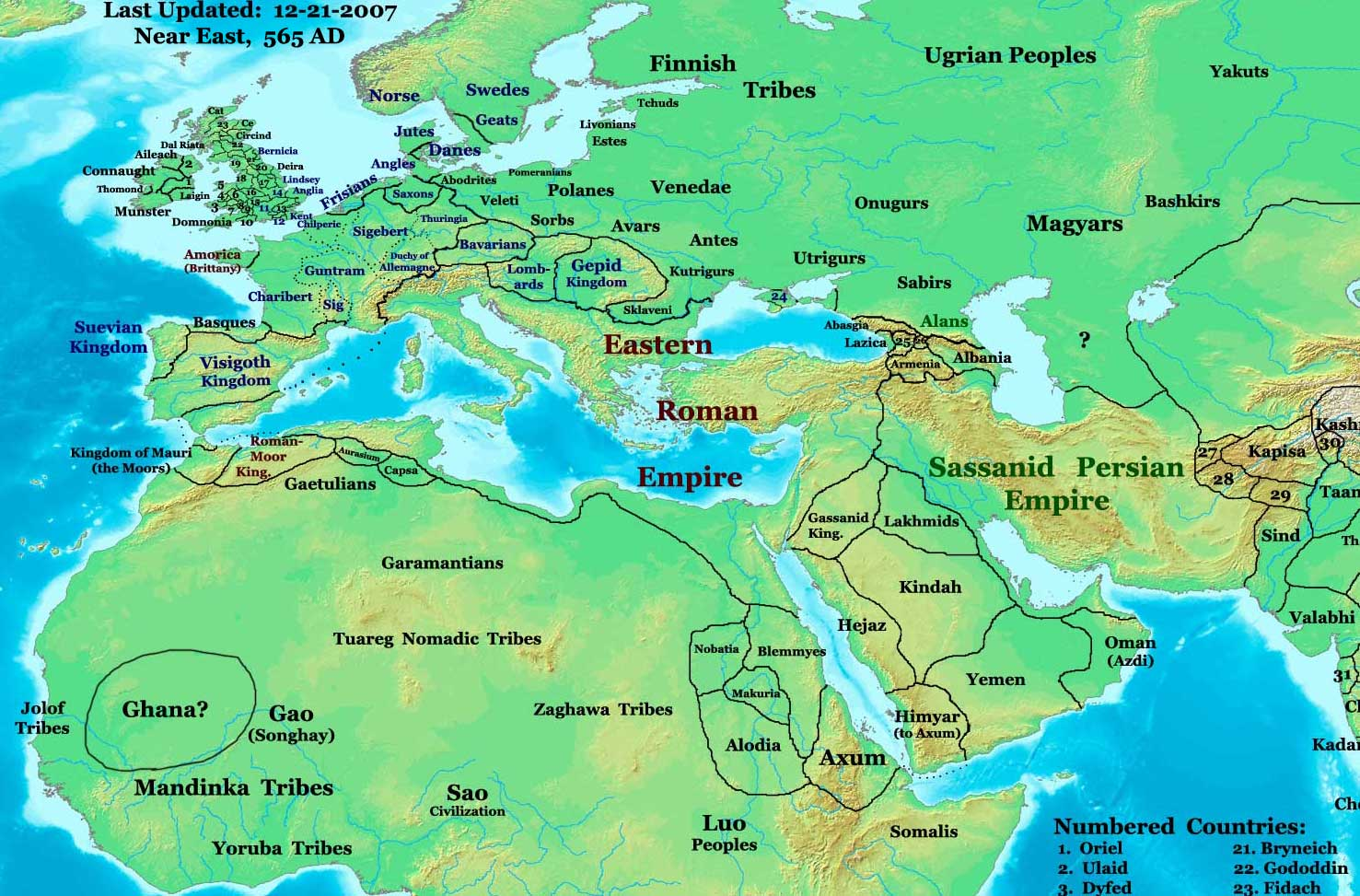
El Cercano Oriente en 565, mostrando el estado (reino) lájmida y sus vecinos (clicar sobre la imagen para ver en detalle).

El reino lájmida fue dirigido por la tribu de los Banū Lajm (Hijos de Lajm). El fundador de la dinastía fue ʿAmr cuyo hijo Imru' al-Qays (que no debe confundirse con el poeta Imru' al-Qays que vivió en el siglo VI) se convirtió al cristianismo. Luego, gradualmente, prácticamente la totalidad de la población del reino se cristianizó. Imru' al-Qays tuvo un sueño en que constituía un reino árabe; tras este sueño se apoderó de varias ciudades de Arabia y derrotó al rey (tubbā') de Himyar (actual Yemen) Shimrir al-Aʿsha. Tras esta victoria formó luego un gran ejército y desarrolló un poder naval consistente en una flota que operaba con las poblaciones de la costa de Bahráin. Desde esta posición atacó las ciudades de Persia (que entonces se encontraba inmersa en una guerra civil por disputas sucesorias) llegando a hacer incursiones hasta el lugar natal de los reyes sasánidas, la provincia de Pars (Fārs).
En el 325, los persas, al mando de Sapor II, se empeñaron en una campaña militar contra los árabes. Cuando Imru' al-Qays supo que un poderoso ejército persa de 60 000 guerreros se aproximaba a su reino pidió ayuda al Imperio romano. Constantino I prometió ayudarle pero no pudo proporcionarle los socorros que necesitaba. Los persas avanzaron hacia al-Ḥīra y tras una serie de batallas infortunadas cerca de la capital varias ciudades se rindieron. Sapor II, tras exterminar al ejército de los lájmidas y conquistar la capital de estos, ordenó exterminar a la población en un acto de venganza por las incursiones que había sufrido el Pars. Sapor II actuó aún más violentamente de lo normal para su época para hacer demostración de su poder ante los reinos árabes y la propia nobleza persa. El apodo que los árabes dieron a Sapor II fue Dhū l-Aktaf, que significa Aquel que rompe las espaldas, ya que éste habría sido uno de los suplicios aplicados a algunos de sus prisioneros.
Luego Sapor puso en el trono del reino lájmida a Aws ibn Qallam y lo transformó en un estado tapón entre el territorio metropolitano del Imperio persa y el de los territorios árabes de la península arábiga. 
Imru' al-Qays huyó a Baréin y luego a Siria, manteniendo el sueño de crear un estado árabe unificado, invocando la ayuda prometida que le hiciera Constante I, pero ésta no se concretó nunca y en esa esperanza se mantuvo hasta su muerte. Con él terminó su sueño unificador que luego se materializó en parte con la llegada del islam. Cuando murió fue sepultado en al-Namāra, lugar del desierto de Siria. Su inscripción funeraria está entre los primeros ejemplos de paleo-árabe y se encuentra escrita en caracteres extremadamente difíciles de entender; en tal inscripción Imru' al-Qays se proclamaba "Rey de todos los árabes" y declaraba haber conducido con éxito campañas militares en todo el norte y centro de la península arábiga hasta los confines con los oasis sudarábigos del Nayrān. Dos años después de su muerte, es decir en el 330, una rebelión estalló contra Aws ibn Qallām quien fue muerto por ʿAmr, hijo de Imru' al-Qays.
Los principales rivales de los lájmidas fueron los gasánidas, también árabes cristianos aunque monofisitas, mientras que los lájmidas eran difisitas. Por otra parte los gasánidas se transformaron en vasallos de los bizantinos mientras que los lájmidas fueron tras su derrota ante los persas vasallos de los sasánidas.
En 602 el último rey lájmida, al-Nuʿmān III, fue condenado a muerte por el shāhanshāh o emperador sasánida Cosroes II por una falsa sospecha de traición y el reino lájmida fue anexionado al Imperio persa. Esto facilitó no poco la expansión del islam, al encontrar en el territorio y población que fueron lájmidas convertida en satrapía una actitud hostil a los persas y favorable a los musulmanes. Para entonces la ciudad de al-Ḥīra se encontraba casi abandonada y sus restos fueron reciclados por los musulmanes para erigir el campamento fortificado (miṣr) de la vecina Kufa.

## Eventos relacionados al reino lájmida y a su capital
- al-Ḥīra es considerada muchas veces como la cuna del alfabeto árabe.
- Fue el lugar de nacimiento de varios poetas como: al-Nābigha al-Dhubyānī, Laqīṭ ibn Yaˁmur al-Iyādī, Alqama ibn Abada, ˁAlqama ibn ˁAbada al-Tamīmī y ˁAdī ibn Zayd al-ˁAbbādī. Fue visitada por otros importantes poetas como Ṭarafah ibn al-ˁAbd, ˁAmr ibn Kulthūm (que mató a ˁAmr III).
- El ejército sasánida, en el cual combatía el rey lájmida al-Mundhir IV junto con su ejército, derrotó al célebre general bizantino Belisario en dos ocasiones: la batalla de Edesa (530) y la batalla de Calinico (531).
- Tras la muerte de al-Nuˁmān III, los árabes derrotaron a los persas en la célebre batalla de Dhū Qār.
- Pese al conflicto del tiempo de Imru' l-Qays los lájmidas solían tener buenas relaciones con los persas como Bahram V quien vivió en al-Ḥīra y fue educado en la corte de al-Mundhir I, el cual le ayudó a recuperar el trono después de que el padre del emperador persa fuera asesinado.

## Reyes lájmidas
| #  | Soberano                                                                  | Reinó       |
| -- | ------------------------------------------------------------------------- | ----------- |
| 1  | 'Amr I ibn Adi                                                            | 268–295     |
| 2  | Imru' al-Qays I ibn 'Amr                                                  | 295–328     |
| 3  | 'Amr II ibn Imru' al-Qays                                                 | 328–363     |
| 4  | Aws ibn Qallam (no dinástico)                                             | 363–368     |
| 5  | Imru' al-Qays II ibn 'Amr                                                 | 368–390     |
| 6  | al-Nu'man I ibn Imru' al-Qays                                             | 390–418     |
| 7  | al-Mundhir I ibn al-Nu'man                                                | 418–462     |
| 8  | al-Aswad ibn al-Mundhir                                                   | 462–490     |
| 9  | al-Mundhir II ibn al-Mundhir                                              | 490–497     |
| 10 | al-Nu'man II ibn al-Aswad                                                 | 497–503     |
| 11 | Abu Ya'fur ibn Alqama (no dinástico, incierto)                            | 503–505     |
| 12 | al-Mundhir III ibn al-Nu'man                                              | 503/5–554   |
| 13 | 'Amr III ibn al-Mundhir                                                   | 554–569     |
| 14 | Qabus ibn al-Mundhir                                                      | 569–573     |
| 15 | Suhrab (Gobernador persa)                                                 | 573–574     |
| 16 | al-Mundhir IV ibn al-Mundhir                                              | 574–580     |
| 17 | al-Nu'man III ibn al-Mundhir                                              | 580–602     |
| 18 | Iyas ibn Qabisah al-Ta'i (no dinástico) con Nakhiragan (Gobernador persa) | 602–617/618 |
| 19 | Azadbeh (Gobernador persa) al que siguió la Conquista islámica de Persia  | 617/618–633 |